# Бова
Бо̀ва (на италиански: Bova, на грико Chòra tu Vùa, Хора ту Вуа, на местен диалект Vua, Вуа) е село и община в Южна Италия, провинция Реджо Калабрия, регион Калабрия. Разположено е на 915 m надморска височина. Населението на общината е 442 души (към 2012 г.).
В това село, особено в малки села около административния център, живее гръцко общество, което говори на особен гръцки диалект, наречен грико.